# Blake und Mortimer
Blake und Mortimer ist eine 1946 erstmals erschienene frankobelgische Comicserie von Edgar P. Jacobs. Sie gilt als einflussreicher Klassiker des frankobelgischen Comics und als Meisterwerk der sogenannten Ligne claire, der Klaren Linie.

## Geschichte der Serie

### E. P. Jacobs

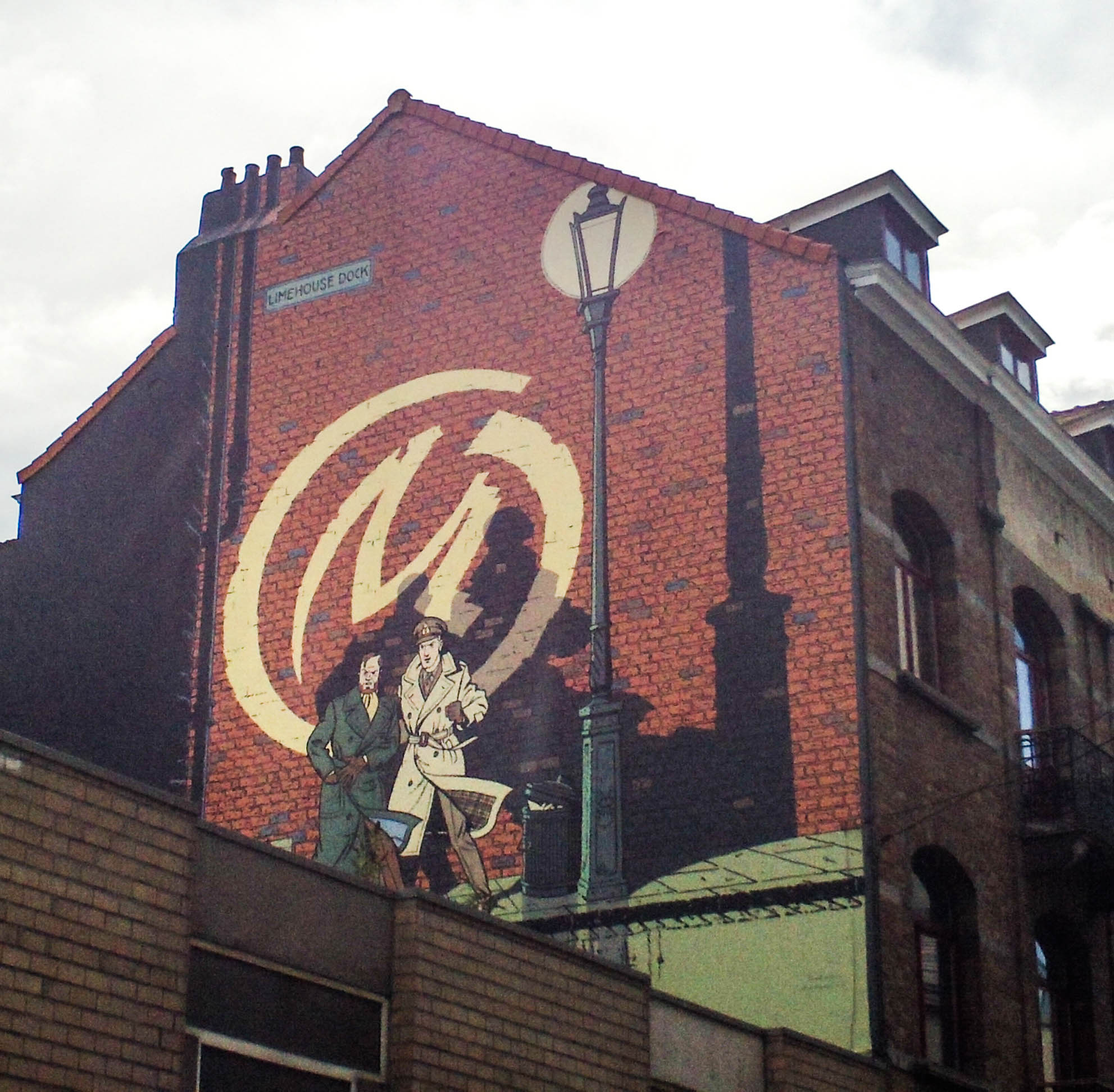
Die Comicfiguren Blake und Mortimer auf einem Brüsseler Wandgemälde in der rue du Houblon.

Edgar P. Jacobs (1904–1987) hatte als Werbegraphiker, Porträtmaler und Opern-Bariton gearbeitet, bevor er 1941 als Kolorist ins Comic-Geschäft eingestiegen war. Nachdem er an der US-amerikanischen Serie Flash Gordon mitgearbeitet hatte, schuf er 1943 und 1944 die Geschichte Die U-Strahlen, die stark an Flash Gordon angelehnt war. Parallel dazu arbeitete er zusammen mit Hergé an dessen Erfolgsserie Tim und Struppi (Les aventures de Tintin).
Am 26. September 1946 erschien erstmals das Journal de Tintin, das in den folgenden Jahrzehnten zu einem der einflussreichsten europäischen Comic-Magazine avancierte. Im ersten Tintin-Heft startete mit Der Kampf um die Welt (Le secret de l’Espadon) das erste Abenteuer von „Blake und Mortimer“, einer Serie, die von Edgar P. Jacobs konzipiert, geschrieben und gezeichnet wurde. Mit dieser futuristischen Abenteuerserie entwickelte er das Konzept von Die U-Strahlen weiter und orientierte sich in ästhetischer Hinsicht am Stil der so genannten Klaren Linie, die Hergé für Tim und Struppi entwickelt hatte. Als Titelfiguren fungierten der Atomphysiker „Professor Mortimer“ sowie „Hauptmann Blake“, Mitarbeiter des britischen Geheimdienstes M.I.5.
Der Kampf um die Welt entstand noch unter dem Eindruck des Zweiten Weltkriegs und zeigt die apokalyptische Vision einer Welt, die von einem asiatischen Diktator bedroht wird. Blake und Mortimer fungieren darin als Teil einer Widerstandstruppe unter britischer Führung und vereiteln in einem dramatischen Kampf die Welteroberungspläne des Diktators. In dieser Geschichte, die rund drei Jahre lang im Tintin-Magazin lief und später in drei Teilen publiziert wurde, wurde der skrupellose „Colonel Olrik“ eingeführt, der in nahezu allen Blake und Mortimer-Episoden als Gegenspieler der beiden Titelhelden auftritt.
Blake und Mortimer avancierte schnell zu einer der populärsten Serien des Tintin-Magazins und wurde dort über einen Zeitraum von 25 Jahren hinweg publiziert (in der Regel erschienen die Geschichten zwei bis drei Jahre nach der Magazinveröffentlichung als Comicalbum). Wegen ihrer akkuraten Zeichentechnik, der sorgfältigen Recherchen Jacobs’ sowie der „erzählerischen Glaubwürdigkeit und atmosphärischen Dichte“ avancierte die Serie zu einem stilbildenden Klassiker des Comic-Genres und genießt heute noch große Popularität.
Nachdem Jacobs Der Kampf um die Welt abgeschlossen hatte, publizierte er zwischen 1950 und 1952 den Zweiteiler Das Geheimnis der großen Pyramide (Le mystère de la grande pyramide), in der Blake und Mortimer ein mythisches Abenteuer in Ägypten erleben und in der Cheops-Pyramide sagenhafte Schätze entdecken. Das gelbe M (La marque jaune, 1953/54) zeigt die beiden Titelhelden im Kampf gegen einen schurkischen Wissenschaftler, der London in Angst und Schrecken versetzt. In Das Geheimnis von Atlantis (L’Enigme de l’Atlantide, 1955/56) erleben Blake und Mortimer spektakuläre Abenteuer in einem futuristischen Atlantis.
In SOS Meteore (S.O.S. Météores, 1958/59) kämpfen Blake und Mortimer gegen eine Geheimorganisation, die unter Führung von Colonel Olrik das Wetter manipuliert, um ein politisches Chaos zu verursachen. 1960 publizierte Jacobs Die teuflische Falle (Le piège diabolique), ein Zeitreise-Abenteuer, das Professor Mortimer unter anderem ins Jahr 5060 führt. Nach fünfjähriger Pause erschien 1965 Die Diamanten-Affäre (L’affaire du collier), ein Krimi-Abenteuer, in dem Blake und Mortimer in den Katakomben von Paris einen Diamantenraub untersuchen. Während diese Geschichte ohne Science-Fiction-Elemente auskommt, tauchten in Die drei Formeln des Professor Sato (Les trois formules du professeur Sato, 1971/72) futuristische Roboter auf (dies war die letzte Blake und Mortimer-Geschichte, die in einem Magazin vorabgedruckt wurde). Aus gesundheitlichen Gründen musste Edgar P. Jacobs seine Arbeit an Blake und Mortimer danach aufgeben. Der Künstler verstarb 1987.

### Nach dem Tod von Jacobs
Nach Entwürfen von Jacobs gestaltete Bob De Moor 1990 Mortimer gegen Mortimer (Mortimer contre Mortimer), die Fortsetzung von Die drei Formeln des Professor Sato. Bis zu dieser Geschichte folgten die Alben einer mehr oder weniger geschlossenen Chronologie, beginnend in der unmittelbaren Nachkriegszeit bis zu den frühen 1970er Jahren. 
Ab Mitte der 1990er Jahre wurde Blake und Mortimer mit neuen Kreativ-Teams erfolgreich weitergeführt. Die Handlung der Alben wurden dabei in der „historischen“ Zeit der 1950er und 1960er Jahre angesiedelt. Jean van Hamme (Text) und Ted Benoît (Zeichnungen) präsentierten 1996 mit Der Fall Francis Blake (L’Affaire Francis Blake) ein Abenteuer im klassischen Stil, das sich unter anderem an Filmen wie Die 39 Stufen orientierte. 2000 folgte mit Die Voronov-Intrige (La Machination Voronov) vom Team Yves Sente und André Juillard (Text und Zeichnung) ein Blake und Mortimer-Abenteuer, das größtenteils hinter dem „eisernen Vorhang“ spielt. Mit Unheimliche Begegnung (L’étrange rendez-vous) legte das Team Hamme/Benoit 2002 ein Album vor, das stark von futuristischen Handlungselementen geprägt ist.
2004 und 2005 präsentierte das Team Sente/Juillard mit Die Sarkophage des 6. Kontinents (Les sarcophages du 6ème continent) einen Zweiteiler mit einem relativ langen Rückblick auf Blake und Mortimers Jugend im Indien der Kolonialzeit. 2008 folgte Das Heiligtum von Gondwana (Le sanctuaire du Gondwana), ein Abenteuer, das größtenteils in Afrika angesiedelt ist (wieder vom Autorenteam Sente/Juillard). Jean van Hamme war der Texter des Doppelabenteuers Der Fluch der dreißig Silberlinge (La Malédiction des trente deniers), das 2009 und 2010 erschien und von René Sterne, Chantal De Spiegeleer, Aubin Frechon (unter dem Namen ‚Antoine Aubin‘) und Étienne Schréder gezeichnet wurde. (Sterne war bei der Arbeit am ersten Album verstorben)
2012 legte das Team Sente/Juillard Das Gelübde der fünf Lords (Le Serment des cinq Lords) vor, ein Abenteuer, das stark von Krimi-Elementen dominiert wird. Mit Die Septimus-Welle (L’Onde Septimus, 2013) knüpfen Jean Dufaux (Text) und Antoine Aubin und Étienne Schréder (Zeichnungen) an Das gelbe M aus den 1950er Jahren an. Yves Sente und André Juillard sind die Autoren von Der Stab des Plutarch, das am 28. November 2015 auf Deutsch erschien. Diese Geschichte ist im Jahr 1944 und damit unmittelbar vor der allerersten Blake und Mortimer-Geschichte Kampf um die Welt angesiedelt.
2017 erschien mit Das Testament des William S. ein weiterer Band von Sente/Juillard, der 1958 spielt und sich mit dem Geheimnis um William Shakespeare befasst. Der Band ist dem 2016 verstorbenen Ted Benoît gewidmet. 2019 und 2020 erschien vom neuen Team Sente/Berserik/van Dongen ein Zweiteiler mit dem Titel Das Tal der Unsterblichen, der chronologisch unmittelbar an das allererste Abenteuer Der Kampf um die Welt anschließt und zum Teil Szenen vom Untergang des Diktators Basam-Damdu von Jacobs wieder aufgreift.
Mit Der Ruf des Moloch (2021) schufen Jean Dufaux, Christian Cailleaux und Étienne Schréder eine Fortsetzung der Septimus-Welle: Der aus einem Raumschiff geborgene Außerirdische entkommt seinem Laborgefängnis und beginnt mit der Unterwerfung der Londoner Bevölkerung. Erzfeind Olrik unterstützt Blake und Mortimer diesmal dabei, den Moloch in die Schranken zu weisen.
Die nach dem Zweiten Weltkrieg spielende Handlung von Der letzte Tigerhai (2022) rekurriert auf die ersten drei Alben der Serie: Es entbrennt nicht nur ein Kampf um das titelgebende Tauchflugzeug, auch Olrik erscheint – neben der IRA und Alt-Nazis – wieder als Gegenspieler.

## Interne Chronologie
Seit 1996 folgen die Blake und Mortimer-Geschichten keiner linearen Chronologie mehr, sondern sind zwischen den klassischen Alben von Edgar P. Jacobs angesiedelt. Die interne Chronologie der Serie, wie sie sich aus den in den Alben genannten Daten ergibt, sieht nun etwa wie folgt aus:
- 1919/1935: Rückblicke auf Blakes erste Jahre als Geheimagent in Das Gelübde der fünf Lords
- 1933: Großer Rückblick auf Mortimers Jugend in Die Sarkophage des 6. Kontinents
- 1944: Der Stab des Plutarch
- 1946/47: Der Kampf um die Welt
- 1947: Das Tal der Unsterblichen
- 1948: Der letzte Tigerhai
- 1950: Das Geheimnis der großen Pyramide
- 1952: Das Gelbe M
- 1953: Die Septimus-Welle (Juni), Der Ruf des Moloch (Sommer)
- 1954: Der Fall Francis Blake (Juni)[4]
- 1954: Unheimliche Begegnung (Oktober)[5]
- 1954: Das Gelübde der fünf Lords (Winter)[6]
- 1955: Der Fluch der dreißig Silberlinge
- 1955: Das Geheimnis von Atlantis
- 1957: Die Voronov-Intrige
- 1958: Die Sarkophage des 6. Kontinents
- 1958: Das Heiligtum von Gondwana
- 1958: Das Testament des William S.
- 1958/59: Gezeichnet: Olrik[7]
- 1959: SOS Meteore
- 1960: Die teuflische Falle
- 1963: Acht Stunden in Berlin (Frühjahr, bis zum 26. Juni)
- 1963: Die Diamanten-Affäre
- 1971: Die 3 Formeln des Professor Sato
- 1971: Mortimer gegen Mortimer
- 1995: Das letzte Kapitel[8]

## Hauptpersonen

### Blake
Die Eltern von Francis Percy Blake sind A. J. Blake, Colonel der Royal Welch Fusiliers (heute: The Royal Welsh Regiment mit dem historischen Wahlspruch Ich dien, den der Prince of Wales von Johann dem Blinden, dem Herzog von Luxemburg und König von Böhmen, zu Ehren dessen Heldentodes in der Schlacht von Crécy 1346 übernommen hatte) und Lady Milicent Roche of Killarney, Tochter von
Samuel B. Roche of Killarney, Friedensrichter im County Glamorgan (in Wales). Blake ist also waschechter Waliser, dessen Vorfahren sich bis ins 13. Jahrhundert zurückverfolgen lassen. Geboren wurde er am Sitz der Familie in Llangollen.
Nach einer standesgemäßen Ausbildung in Eton trat er in die Royal Air Force ein und kam so schließlich zum militärischen Geheimdienst M.I.5. Obwohl Blake also eigentlich Luftwaffenoffizier ist (siehe „Das Gelübde der fünf Lords“), ist er immer in einer Uniform der British Army zu sehen. Wegen seiner außerordentlichen Verdienste wurde er von König George VI. mit dem Distinguished Service Order, dem Military Cross, dem
Victoria Cross und der George Medal ausgezeichnet, außerdem in den Stand eines Baronet erhoben. Zudem ist er Ritter des belgischen Leopoldsorden; König Balduin verlieh ihm diese Auszeichnung persönlich.

### Mortimer
Auch Philip Edgar Angus Mortimer entstammt britischem Adel: Sein Vater, Archibald Aeneas Mortimer, wurde auf den Falklandinseln geboren und diente als Stabsarzt im Range eines Majors in Simla in Indien, wo Mortimer auch geboren wurde. Seine Mutter war Lady Eileen Hunter of Pitlochry, eine begabte Pianistin, die altem schottischen Adel aus dem (fiktiven) Clan der MacQuarrie entstammt. Nach dem Schulbesuch in Dumbarton besuchte Mortimer die Allen Glen's School in Glasgow, von wo er mit 17 frühzeitig auf die Universität wechselte und seinen Abschluss als B.Sc. (Bachelor of Sciences) machte. Danach schlossen sich Aufenthalte in Berkeley und dem M.I.T. (Massachusetts Institute of Technology) an, wo er sich auf Atomphysik spezialisierte. Mortimer ist, wie Blake,
Junggeselle. Nach seiner tragisch gescheiterten Liebe zur indischen Prinzessin Gita hatte er eine kurze Affaire mit der wesentlich älteren Schriftstellerin Sarah
Summertown, aus welcher Verbindung eine Tochter namens Elizabeth entstammt, von der Mortimer aber nichts weiß.  Mortimer trinkt als echter Schotte natürlich nur
echten schottischen Single-Malt-Whisky, am liebsten die Marke Cardhu. Er wurde von König George VI. in den Stand eines Baronet erhoben und mit dem Victoria Cross und dem Distinguished Service Order ausgezeichnet. Zudem ist er Ritter des belgischen Leopoldsorden; König Balduin verlieh ihm diese Auszeichnung persönlich.

### Nasir
Mit vollem Namen Ahmed Nasir, war er ursprünglich Sergeant im 5. Bataillon des Makran Levy Corps und damit Untergebener von Cpt. Blake. Er bewährte sich im „Kampf um die Welt“ und trat in späteren Bänden als Mortimers Diener auf. In späteren Bänden ist er in seine indische Heimat zurückgekehrt und arbeitet für den indischen Geheimdienst.

### Olrik
Die Herkunft von Blake und Mortimers liebstem Gegenspieler, dem ebenso dubiosen wie skrupellosen Colonel Olrik, liegt im Dunkeln. Jacobs selbst streute nur einzelne, sich widersprechende Hinweise in Form von (fiktiven) Gerüchten: Der einen Meinung nach ist er ein ehemaliger SS-Obersturmbannführer (das entspräche dem militärischen Rang eines Oberstleutnants, also Lt. Colonel)
namens Ulrich (= Olrik?) von Hohenstauff, der die tatsächlich existierende SS-Junkerschule in Bad Tölz leitete und nach dem Zweiten Weltkrieg nach Asien flüchtete. Andere Hinweise deuten darauf hin, dass er ein ehemaliger Mitarbeiter des KGB oder des ungarischen Geheimdienstes namens Kirlof ist. Besonders interessant ist die auffällige Ähnlichkeit von Edgar P. Jacobs mit dünnem Oberlippenbart zu Olrik selbst.

### Sharkey
Der Schurke Sharkey, der in mehreren Bänden als Olriks „rechte Hand“ auftaucht, ist aufgrund seines brutalen Gesichts kaum zu verwechseln. Diesem Äußeren entspricht auch seine Schläger-Mentalität. In „Das Geheimnis der Großen Pyramide“ leitet er noch die Ausgrabungsarbeiten des Dr. Großgrabenstein, steckt jedoch bereits mit Olrik und dessen Schmugglerring unter einer Decke. Auch in den folgenden Bänden wird er dem Colonel stets ein treuer Komplize sein.

### Sonstiges
Die wichtigen Personen in Jacobs’ Universum tragen die Züge von Menschen aus seiner Umgebung. Der Schurke Olrik trägt die
Züge von Jacobs selbst.
Blake und Mortimer sind Jacobs’ Freunden Jacques Laudy und Jacques van Melkebeke nachempfunden – beides ebenfalls
Mitarbeiter aus der Tintin-Ära. Jacobs’ erste Frau Ninie taucht in den U-Strahlen als Sylvia auf.

## Alben
Alle Blake und Mortimer-Alben in der Folge ihres Erscheinens, mit deutschem Titel und deutscher Band-Zählung, Originaltitel und Jahr der Erstveröffentlichung (die Bände 4 bis 7 erschienen beim Carlsen-Verlag in einer chronologisch falschen Reihenfolge):
Ab Band 11 Die Voronov-Intrige wurden einzelne Bände auch als Hardcover-Ausgabe mit signiertem Druck vom Verlag Salleck Publications veröffentlicht.
| Band | Französischer Titel                                                  | Text               | Zeichnung                              | Jahr | Band | Deutscher Titel                                                        | Jahr |
| ---- | -------------------------------------------------------------------- | ------------------ | -------------------------------------- | ---- | ---- | ---------------------------------------------------------------------- | ---- |
| 01   | Le Secret de l’Espadon, Tome 1                                       | Edgar P. Jacobs    | Edgar P. Jacobs                        | 1950 | 0    | Der Kampf um die Welt                                                  |      |
| 02   | Le Secret de l’Espadon, Tome 2                                       | Edgar P. Jacobs    | Edgar P. Jacobs                        | 1953 | 0    | Der Kampf um die Welt                                                  |      |
| 03   | Le Secret de l’Espadon, Tome 3                                       | Edgar P. Jacobs    | Edgar P. Jacobs                        | 1953 | 0    | Der Kampf um die Welt                                                  |      |
| 04   | Le Mystère de la Grande Pyramide, Tome 1: Le Papyrus de Manéthon     | Edgar P. Jacobs    | Edgar P. Jacobs                        | 1954 | 01   | Das Geheimnis der Großen Pyramide – Band 1: Der Papyrus des Manetho    |      |
| 05   | Le Mystère de la Grande Pyramide, Tome 2: La Chambre d'Horus         | Edgar P. Jacobs    | Edgar P. Jacobs                        | 1955 | 02   | Das Geheimnis der Großen Pyramide – Band 2: Die Kammer des Horus       |      |
| 06   | La Marque jaune                                                      | Edgar P. Jacobs    | Edgar P. Jacobs                        | 1956 | 03   | Das Gelbe M                                                            |      |
| 07   | L’Enigme de l’Atlantide                                              | Edgar P. Jacobs    | Edgar P. Jacobs                        | 1957 | 07   | Das Geheimnis von Atlantis                                             |      |
| 08   | S.O.S. Météores – Mortimer à Paris                                   | Edgar P. Jacobs    | Edgar P. Jacobs                        | 1959 | 04   | SOS Meteore                                                            |      |
| 09   | Le Piège diabolique                                                  | Edgar P. Jacobs    | Edgar P. Jacobs                        | 1962 | 06   | Die teuflische Falle                                                   |      |
| 10   | L’Affaire du Collier                                                 | Edgar P. Jacobs    | Edgar P. Jacobs                        | 1967 | 05   | Die Diamanten-Affäre                                                   |      |
| 11   | Les 3 Formules du professeur Sato, Tome 1: Mortimer à Tokyo          | Edgar P. Jacobs    | Edgar P. Jacobs                        | 1977 | 08   | Die 3 Formeln des Professor Sato                                       |      |
| 12   | Les 3 Formules du professeur Sato, Tome 2: Mortimer contre Mortimer  | Edgar P. Jacobs    | Bob De Moor                            | 1990 | 09   | Mortimer gegen Mortimer                                                |      |
| 13   | L’Affaire Francis Blake                                              | Jean Van Hamme     | Ted Benoît                             | 1996 | 10   | Der Fall Francis Blake                                                 |      |
| 14   | La Machination Voronov                                               | Yves Sente         | André Juillard                         | 2000 | 11   | Die Voronov-Intrige                                                    | 2000 |
| 15   | L’Etrange Rendez-vous                                                | Jean Van Hamme     | Ted Benoît                             | 2001 | 12   | Unheimliche Begegnung                                                  | 2001 |
| 16   | Les Sarcophages du 6e continent, Tome 1: La menace universelle       | Yves Sente         | André Juillard                         | 2003 | 13   | Die Sarkophage des 6. Kontinents, Teil 1: Alte Bekannte                | 2004 |
| 17   | Les Sarcophages du 6e continent, Tome 2: Le duel des esprits         | Yves Sente         | André Juillard                         | 2004 | 14   | Die Sarkophage des 6. Kontinents, Teil 2: Das Duell                    | 2005 |
| 18   | Le Sanctuaire de Gondwana                                            | Yves Sente         | André Juillard                         | 2008 | 15   | Das Heiligtum von Gondwana                                             | 2009 |
| 19   | La Malédiction des trente deniers, Tome 1: Le manuscrit de Nicodemus | Jean Van Hamme     | René Sterne & Chantal De Spiegeleer    | 2009 | 16   | Der Fluch der dreißig Silberlinge, Teil 1: Die Schriften des Nicodemus | 2011 |
| 20   | La Malédiction des trente deniers, Tome 2: La porte d’Orphée         | Jean Van Hamme     | Antoine Aubin                          | 2010 | 17   | Der Fluch der dreißig Silberlinge, Teil 2: Die Pforte des Orpheus      | 2011 |
| 21   | Le Serment des cinq Lords                                            | Yves Sente         | André Juillard                         | 2012 | 18   | Das Gelübde der fünf Lords                                             | 2013 |
| 22   | L’Onde Septimus                                                      | Jean Dufaux        | Antoine Aubin & Étienne Schréder       | 2013 | 19   | Die Septimus-Welle                                                     | 2014 |
| 23   | Le Bâton de Plutarque                                                | Yves Sente         | André Juillard                         | 2014 | 20   | Der Stab des Plutarch                                                  | 2015 |
| 24   | Le Testament de William S.                                           | Yves Sente         | André Juillard                         | 2016 | 21   | Das Testament des William S.                                           | 2017 |
| 25   | La Vallée des Immortels, Tome 1: Menace sur Hong Kong                | Yves Sente         | Peter van Dongen & Teun Berserik       | 2018 | 22   | Das Tal der Unsterblichen, Teil 1: Gefahr für Hongkong                 | 2019 |
| 26   | La Vallée des Immortels, Tome 2: Le Millième bras du Mékong          | Yves Sente         | Peter van Dongen & Teun Berserik       | 2019 | 23   | Das Tal der Unsterblichen, Teil 2: Der tausendste Arm des Mekong       | 2020 |
| 27   | Le Cri du Moloch                                                     | Jean Dufaux        | Christian Cailleaux & Étienne Schréder | 2020 | 24   | Der Ruf des Moloch                                                     | 2021 |
| 28   | Le Dernier Espadon                                                   | Jean Van Hamme     | Peter van Dongen & Teun Berserik       | 2021 | 25   | Der letzte Tigerhai                                                    | 2022 |
| 29   | Huit Heures à Berlin                                                 | Jean-Luc Fromental | Antoine Aubin                          | 2022 | 26   | Acht Stunden in Berlin                                                 | 2023 |
| 30   | Signé Olrik                                                          | Yves Sente         | André Juillard                         | 2024 | 27   | Gezeichnet: Olrik                                                      | 2025 |
| 31   | La Menace Atlante                                                    | Yves Sente         | Peter van Dongen                       | 2025 | 28   | TBA                                                                    | TBA  |

### Sonderbände
| Französischer Originaltitel | Jahr | Deutscher Titel                                 | Szenario/Zeichnungen                                     |
| --------------------------- | ---- | ----------------------------------------------- | -------------------------------------------------------- |
| L’Aventure immobile         | 1998 | Das letzte Kapitel (Salleck Publications, 2014) | Didier Convard/André Juillard                            |
| Le dernier Pharaon          | 2019 | Der letzte Pharao (Carlsen Verlag, 2019)        | François Schuiten/Jaco Van Dormael/Thomas Gunzig         |
| La Fiancée du Dr Septimus   | 2021 | (noch nicht auf Deutsch erschienen)             | François Rivière/Jean Harambat                           |
| L’Art de la guerre          | 2023 | Die Kunst des Krieges (Carlsen Verlag, 2024)    | Jean-Luc Fromental/José-Louis Bocquet/Jean-Claude Floc'h |

## Filme

### Zeichentrickfilme
Die Blake und Mortimer-Trickfilmreihe bestand ursprünglich aus 26 Folgen à ca. 22 Minuten, von denen jeweils immer zwei eine zusammenhängende Geschichte bildeten, erstmals gesendet in Frankreich ab April 1997. In der DVD-Version sind die Folgen
dann zu 13 abgeschlossenen, jeweils 45 Minuten langen Episoden zusammengeschnitten. Eine deutsche Fassung existiert bisher nicht. Die meisten Filme folgen recht genau den Vorlagen, andere weichen erheblich davon ab. Die letzten vier Filme bedienen
sich lediglich der Figuren, basieren aber nicht auf Original-Geschichten von Jacobs. Die klassische erzählerische Dichte und Detailgenauigkeit des Jacobs’schen Stils erreichen sie alle nicht einmal annähernd.

## Sonstiges

### Das letzte Kapitel
Im Jahre 1998 erschien bei Dargaud das inoffizielle Blake-und-Mortimer-Album L'Aventure immobile in der Reihe „Le Dernier Chapitre“, nach einem Szenario von Didier Convard und mit Zeichnungen von André Juillard. Es spielt in den 1990er Jahren, als
Blake und Mortimer schon lange in Pension sind und zurückgezogen in London leben. Blake erhält einen Brief von Scheich Abdel Razek, was schlussendlich alle drei in einer Nacht in einem Traum zusammenführt, in dem Blake und Mortimer sich endlich der
vergessenen Ereignisse am Ende des zweiten Bandes von „Das Geheimnis der großen Pyramide“ erinnern. Blake und Mortimer werden
außerdem Zeugen des Schicksals des Pharaos Echnaton, der sich als Frau entpuppt.

### Parodie
In der Kurzgeschichte Zufällige Begegnung in Band 18 der Serie Percy Pickwick begegnet Pickwick nachts E.P. Jacobs, der heimlich gelbe Ms an Häuserwände sprayt. Im Pickwick-Album Die Reportage verwendet Pickwicks Erzfeind Ottokar Toffel den Decknamen  Mortimer Blake.
In anderen Pickwick-Alben tauchen immer mal wieder zwei englische Agenten mit den Namen Mortimer und Blake auf.
In der Comic-Trilogie Töchter der Aphrodite von André Taymans haben Blake und Mortimer einen Cameo-Auftritt im Hintergrund mehrerer Panels. Mortimer wartet in einer Hotellobby und liest eine Zeitung, bis Blake eintrifft und die beiden Freunde sich begrüßen.
Im franko-belgischen Comicraum gibt es zahllose Parodien auf die Serie. In Deutschland erschienen davon bisher nur die 2005, 2011 und 2015 bei Dargaud in Frankreich publizierten Alben der Reihe Die Abenteuer von Philip und Francis von Pierre Veys und Nicolas Barral: 1. Das Empire in Not und 2. Die machiavellistische Falle sowie 3. SOS Meteorologie (original: Les aventures de Philip et Francis – tome 1: Menaces sur l'empire und tome 2: Le Piège machiavélique 3. S.O.S. Météo).

### Zensur
Das Album Die Teuflische Falle wurde 1962 in Frankreich mit einem zehnjährigen Publikationsverbot belegt. Als Grund wurde die weibliche Nebenfigur Agnès genannt, da es zu dieser Zeit in französischen Comics eine strenge Geschlechtertrennung in Printmedien für Jugendliche gab. Weiterhin problematisch war die pessimistische Zukunftsdarstellung infolge eines durch die französische Regierung verursachten Atomkriegs und den daraus resultierenden Zerstörungen.